# Do You Puffy? Box Of Tops
Do You Puffy? Box Of Tops, Es el 1.er LP más completo del dueto J-Pop, Puffy AmiYumi. Se lanzó el 25 de agosto de 1999. Fue publicado como medio de promoción al tour Fever*Fever en Japón, y para hacer una Compilación con canciones desde 1996 hasta 1999, pero en versión LP. Este espectacular Set de canciones más Populares del dueto, venía en una Caja que contenía una camisa, un folleto, y un reproductor de LP o Tocadiscos. Este Set contenía ocho LP (Dos Canciones a cada lado del LP), cada uno de los LP contaba con siete Pulgadas.

## Lista de canciones
1. "True Asia (アジアの純真; Asia no Junshin)"
2. "Puffy na Ohirune (パフィーなお昼寝 )"
3. "That's The Way It Is (これが私の生きる道; Kore ga Watashi no Ikiru Michi)"
4. "Yuki ga Furu Machi (雪が降る町)"
5. "Wild Girls Circuit (サーキットの娘, Circuit no Musume; Sakitta no Musume)"
6. "Electric Beach Fever (これが私の生きる道, Nagisa ni Matsuwaru Et Cetera; Nagisa Beach Fever)"
7. "Mother (マザー)"
8. "Curiously (ネホリーナ　ハホリーナ; Nehori-na Hahori-na)"
9. "Sign Of Love (愛のしるし; Ai no Shirushi)"
10. "Talalan (たららん; Tararan)"
11. "Puffy no Tourmen (パフィーのツアーメン)"
12. "Puffy de Rumba (パフィー　ｄｅ　ルンバ)"
13. "Peace"
14. "Sunday Girls (日曜日の娘; Nichiyoubi no Musume)"
15. "For Our Dreams (夢のために; Yume no Tame ni)"
16. "That's the Way It Is (Chinese Version) (これが私の生きる道 [北京語ヴァージョン]; Kore ga Watashi no Ikiru Michi [Mandarin Version])"

- Datos: Q5812082